# Zoziw
Zoziw (ukr. Зозів, hist. pol. Zozów) – wieś na Ukrainie, w obwodzie winnickim, w rejonie winnickim, w hromadzie Lipowiec. W 2001 liczyła 1883 mieszkańców, spośród których 1875 wskazało jako ojczysty język ukraiński, a 8 rosyjski

## Urodzeni
- Siergiej Klimienko
- Ołeksandr Omelczenko